# Euryproctus
Euryproctus är ett släkte av steklar som beskrevs av Holmgren 1857. Euryproctus ingår i familjen brokparasitsteklar.

## Bildgalleri

## Dottertaxa tillEuryproctus, i alfabetisk ordning[1][2]
- Euryproctus albitarsis
- Euryproctus albocinctus
- Euryproctus albopunctus
- Euryproctus alpinus
- Euryproctus annulatipes
- Euryproctus annulatus
- Euryproctus annulicornis
- Euryproctus arbustorum
- Euryproctus bituminosus
- Euryproctus bivinctus
- Euryproctus boreator
- Euryproctus caucasiator
- Euryproctus clavatus
- Euryproctus coxalis
- Euryproctus crassicornis
- Euryproctus curvator
- Euryproctus dakotaensis
- Euryproctus depressus
- Euryproctus foveolatus
- Euryproctus geniculosus
- Euryproctus holmgreni
- Euryproctus inferus
- Euryproctus japonicus
- Euryproctus latigaster
- Euryproctus longicornis
- Euryproctus luteicornis
- Euryproctus maidli
- Euryproctus mundus
- Euryproctus nemoralis
- Euryproctus niger
- Euryproctus numidicus
- Euryproctus parvulus
- Euryproctus petiolatus
- Euryproctus plantator
- Euryproctus puritanicus
- Euryproctus ramis
- Euryproctus ratzeburgi
- Euryproctus regenerator
- Euryproctus sentinis
- Euryproctus spinipes
- Euryproctus striatus
- Euryproctus trochantellator
- Euryproctus turcator